# Florist
《Florist》는 대한민국의 밴드 러브홀릭의 첫 정규 음반으로, 2003년 4월 25일 플럭서스 뮤직을 통해 발매되었다.

## 평가
| 평가 점수 | 평가 점수 |
| 출처      | 점수      |
| --------- | --------- |
| 가슴      | [ 1 ]     |

《Florist》는 평단에서 좋은 평가를 받았다. 웹진 가슴의 김학선은 에메랄드 캐슬, 체리필터, YB, 자우림 등을 "메이저에서 앨범을 내며, 미디어에 보다 많은 홍보를 기대고 있는" 일명 제도권 록 밴드라 칭하면서도, 러브홀릭도 제도권 록 밴드 중 하나지만 "어떠한 흔들림 없이 자신들이 가장 잘 할 수 있는 걸 선택"하였다는 점을 호평했다. 하지만 지선의 목소리가 박혜경과 너무 유사하다는 점을 지적하며, 지선이 풀어야 할 가장 시급한 숙제이자 박혜경의 솔로 앨범과 다른 특색이 없다는 점을 지적했다. 오마이뉴스의 김재노는 《Florist》를 "너무나 달콤한 캬라멜"같은 음반이라며 지선의 목소리로 음반에서 "조금은 건조하고 맑은 목소리의 지선의 목소리로 기분 좋은 나른함"을 느낄 수 있게 한다고 언급하였다. 이즘은 "한 장의 디스크 안에 다양한 분위기와 색을 지녀 다양한 감상자들의 다양한 취향에 부응할 수 있는 장점을 가진 데뷔 수준작"이라고 평하였다.
러브홀릭과 《Florist》는 제1회 한국대중음악상에서 올해의 앨범, 올해의 노래, 올해의 가수 – 그룹, 최우수 록음악 부분까지 총 네 개의 부문에 후보로 올랐으며, 그 중 올해의 노래에서 〈Loveholic〉이 수상을 차지했다. 《Florist》와 올해의 앨범을 수상한 더더의 《The The Band》와 2차 결선 투표를 치를 만큼 치열한 경합이 있었다.

## 트랙 리스트
| #   | 제목                            | 작사        | 작곡   | 편곡   | 재생 시간 |
| --- | ------------------------------- | ----------- | ------ | ------ | --------- |
| 1.  | 〈Easy Come Easy Go〉           | 지선        | 강현민 | 강현민 | 3:32      |
| 2.  | 〈Loveholic〉                   | 이재학      | 이재학 | 이재학 | 3:39      |
| 3.  | 〈Rainy Day〉                   | 강현민      | 강현민 | 강현민 | 4:59      |
| 4.  | 〈Super Star〉                  | 이재학      | 이재학 | 이재학 | 3:16      |
| 5.  | 〈기분이 좋아〉                 | 강현민      | 강현민 | 강현민 | 3:21      |
| 6.  | 〈슬픈영화〉                    | 강현민      | 강현민 | 강현민 | 3:41      |
| 7.  | 〈녹슨열쇠〉                    | 이재학      | 이재학 | 이재학 | 3:54      |
| 8.  | 〈놀러와〉                      | 강현민      | 강현민 | 강현민 | 3:05      |
| 9.  | 〈Dream〉                       | 강현민 지선 | 강현민 | 강현민 | 3:31      |
| 10. | 〈리버풀 키드의 생애〉          | 이재학      | 이재학 | 이재학 | 2:40      |
| 11. | 〈다시 피운 꽃〉                | 강현민      | 강현민 | 강현민 | 4:02      |
| 12. | 〈Sad Story〉                   | 지선        | 지선   | 이재학 | 3:41      |
| 13. | 〈너의 앞길에 햇살만 가득하길〉 | 강현민      | 강현민 | 강현민 | 3:26      |